# Шубарагаш (Катон-Карагайський район)
Шубарага́ш (каз. Шұбарағаш) — село у складі Катон-Карагайського району Східноказахстанської області Казахстану. Входить до складу Жамбильського сільського округу.
Населення — 8 осіб (2021; 59 у 2009, 111 у 1999, 69 у 1989).
Національний склад станом на 1989 рік:
- казахи — 100 %

Станом на 1989 рік село називалось Чубарагач, у радянські часи мало також назву Верхня Сахатушка.